# Чемиш
Че́миш (болг. Чемиш) — село в Монтанській області Болгарії. Входить до складу общини Георгій-Дамяново.

## Населення
За даними перепису населення 2011 року у селі проживали 87 осіб.
Національний склад населення села:
| Національність   | Кількість осіб | Відсоток |
| ---------------- | -------------- | -------- |
| болгари          | 82             | 94,3%    |
| цигани           | 5              | 5,7%     |
| турки            | 0              | 0%       |
| інша             | 0              | 0%       |
| не визначились   | 0              | 0%       |
| Всього відповіли | 87             |          |

Розподіл населення за віком у 2011 році:
Динаміка населення: